# Наве Сан Феличе
Наве Сан Феличе је насеље у Италији у округу Тренто, региону Трентино-Јужни Тирол.
Према процени из 2011. у насељу је живело 446 становника. Насеље се налази на надморској висини од 206 м.